# Тулеев, Аман Гумирович
Ама́н Гуми́рович Туле́ев (урожд. Амангельды́ Молдагазы́евич Туле́ев (каз. Аманкелді Молдағазыұлы Төлеев, тат. Әман Гомәр улы Түлиев, баш. Аман Ғүмәр улы Тулеев; 13 мая 1944, Красноводск, Туркменская ССР, СССР — 20 ноября 2023, Кемерово, Кемеровская область, Россия) — российский государственный и политический деятель. Ректор Кузбасского регионального института развития профессионального образования с сентября 2018 года до конца жизни. Член Высшего совета партии «Единая Россия». Полный кавалер ордена «За заслуги перед Отечеством».
Губернатор Кемеровской области с 1 июня 1997 по 1 апреля 2018 года (с перерывом в январе — мае 2001). С апреля по сентябрь 2018 года — депутат Совета народных депутатов Кемеровской области (Председатель Совета с 10 апреля по 14 сентября 2018).
Находился в должности губернатора более 20 лет, по этому показателю среди губернаторов занимал четвёртое место в России после Евгения Савченко, Николая Меркушкина и Леонида Полежаева. 1 апреля 2018 года, после событий, связанных с пожаром в торговом центре «Зимняя вишня», ушёл в отставку с поста губернатора.

## Биография

### Происхождение
Амангельды Молдагазыевич Тулеев родился 13 мая 1944 года в городе Красноводске (ныне Туркменбаши) Туркменской ССР в семье служащего. Отец Молдагазы Колдыбаевича Тулеева (1914—1975) был по национальности казахом из подрода Балыкшы рода Адай. Мать — Мунира Файзовна Власова (урождённая Насырова; 1921—2001), наполовину татарка, наполовину башкирка. Дед Тулеева Колдыбай был алашординцем и погиб в гражданской войне. Вырастил и воспитал его отчим — Иннокентий Иванович Власов (1923—1984). После 1964 года из соображений благозвучия Тулеев стал использовать имя и отчество «Аман Гумирович».
В 1964 году окончил Тихорецкий техникум железнодорожного транспорта (Краснодарский край). В 1973 году заочно окончил Новосибирский институт инженеров железнодорожного транспорта (ныне Сибирский государственный университет путей сообщения) по специальности — «инженер путей сообщения по эксплуатации железных дорог». В 1989 году заочно окончил Академию общественных наук при ЦК КПСС (ныне Российская академия государственной службы).
В 1964 году начал работать дежурным по станции на железнодорожной станции Мундыбаш Новокузнецкого отделения Кемеровской железной дороги. После службы в рядах Советской армии (1964—1967) в инженерно-технических частях ЗабВО, вернулся на прежнее место работы, где работал дежурным по станции (1967—1968), старшим помощником начальника станции (1968—1969) и начальником станции Мундыбаш (1969—1973). Затем — начальник станции Междуреченск Новокузнецкого отделения Западно-Сибирской железной дороги (1973—1978), заместитель начальника (1978—1983) и начальник Новокузнецкого отделения Кемеровской железной дороги (1983—1985).
В 1985—1988 годах — заведующий отделом транспорта и связи Кемеровского обкома КПСС.
В 1988—1990 годах — начальник Кемеровской железной дороги.
В июне 1999 года Тулеев принял православное вероисповедание, прошёл обряд крещения и стал членом кемеровского церковного прихода.

### Политическая деятельность

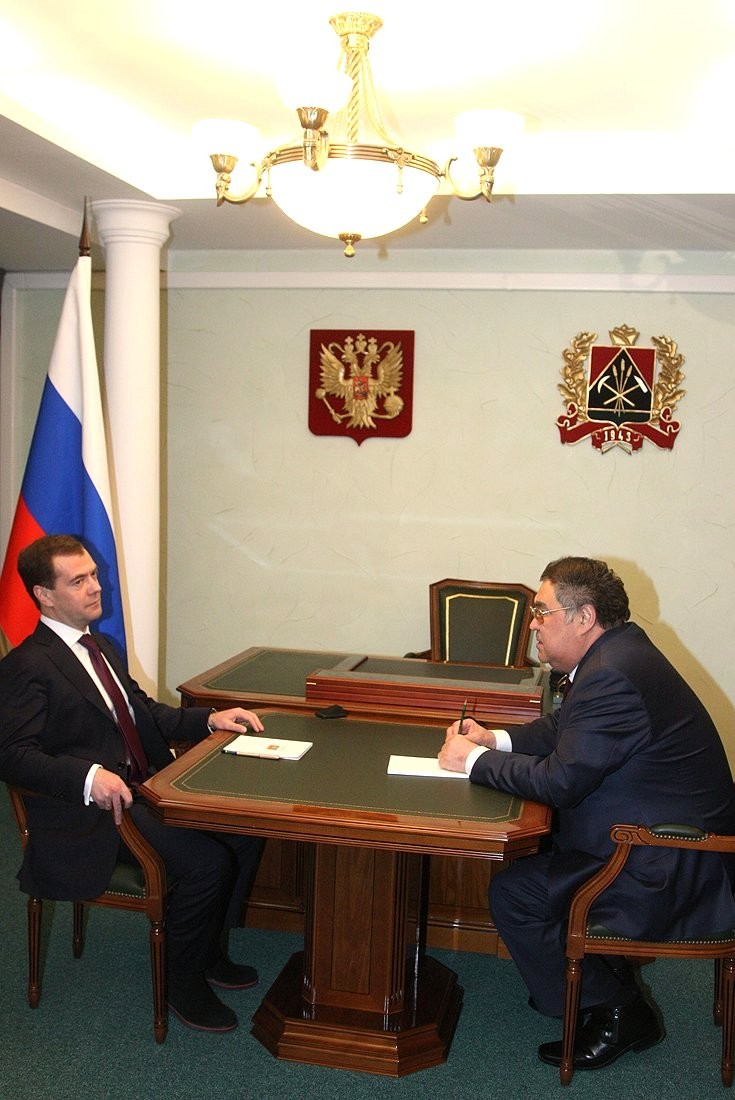
Аман Тулеев и Дмитрий Медведев, 11 февраля 2010 года

С марта 1990 по октябрь 1993 года — народный депутат РСФСР. Входил в депутатские группы «Коммунисты России», «Промышленный союз», был членом фракций «Отчизна» и «Смена».
В 1990—1993 годах — председатель Кемеровского областного Совета народных депутатов. С декабря 1990 по август 1991 года — председатель исполнительного комитета областного Совета народных депутатов.
В апреле 1991 года выдвинул свою кандидатуру на первых выборах президента России. Набрал 7 % голосов избирателей, занял четвёртое место (после Ельцина, Рыжкова, Жириновского).
В августе 1991 года председатель кемеровского облисполкома Тулеев пообещал члену ГКЧП, вице-президенту страны Геннадию Янаеву «подписаться под каждым словом» обращения ГКЧП. За это впоследствии Борис Ельцин назначил главой администрации области Михаила Кислюка — одного из лидеров рабочего движения Кузбасса.
В сентябре 1993 года Тулеев поддержал Верховный Совет в конфликте с Ельциным.
В декабре 1993 года был избран депутатом Совета Федерации Федерального Собрания РФ.
В марте 1994 года на выборах в Законодательное собрание Кемеровской области созданный им блок «Народовластие» получил 63,3 % голосов. В апреле Тулеев возглавил областное законодательное собрание. Будучи спикером, систематически обвинял назначенного Ельциным главу администрации Михаила Кислюка в коррупции и махинациях, инициировал разного рода парламентские проверки деятельности областной администрации, в связи с чем приобрёл популярность в регионе. В июле 1996 года оставил кресло спикера.
22 августа 1996 года назначен министром Российской Федерации по сотрудничеству с государствами-участниками Содружества Независимых Государств. По мнению наблюдателей, это предложение было сделано с целью отвлечь Тулеева от выборов губернатора Кемеровской области, назначенных на 1997 год. Однако к весне-лету 1997 года ситуация изменилась: в области прошёл ряд массовых пикетов и митингов, глава области Кислюк имел крайне низкий уровень популярности. В этих условиях Кремль сам предложил Тулееву стать новым главой области.
1 июля 1997 года назначен главой администрации Кемеровской области. Это назначение было принято Ельциным в ситуации возросшей социальной напряжённости в Кузбассе. По должности главы региона входил в состав Совета Федерации Федерального Собрания РФ, являлся членом Комитета по вопросам безопасности и обороны.
19 октября 1997 года победил на выборах губернатора Кемеровской области (94,54 % голосов).
24 января 2001 года заявил об отставке с поста губернатора Кемеровской области. Причиной отставки, по собственному высказыванию Тулеева, было желание совместить выборы губернатора с муниципальными выборами. Вновь выставил свою кандидатуру на досрочных выборах 22 апреля 2001 года и победил, получив 93,5 % голосов. 4 мая 2001 года вновь вступил в должность губернатора Кемеровской области.
Трижды — в 1991, 1996 и 2000 — баллотировался на пост Президента России. Во время выборов Президента РСФСР 12 июня 1991 года получил 6,81 % голосов избирателей (четвёртый результат из шести). На президентских выборах 1996 года снял свою кандидатуру накануне первого тура выборов и призвал своих избирателей отдать свои голоса в поддержку кандидата от «народно-патриотического блока» Геннадия Зюганова. На выборах-2000 набрал 2,95 % голосов, почти все голоса были поданы в Кемеровской области, где уровень поддержки превысил 50 % и даже окончательный российский результат В. В. Путина.
На выборах в Госдуму 1999 года Тулеев ещё входил в список КПРФ, но в Кузбассе уже поддерживал «Единство». В 2000 году был исключён из НПСР. В декабре 2003 года возглавил региональный список «Единой России», которая благодаря этому набрала в Кемеровской области 52 % голосов. Все 35 депутатов Совета народных депутатов Кемеровской области были избраны от блока «Служу Кузбассу», сформированного при поддержке Тулеева.
В июле 1999 года отказался принять от Бориса Ельцина орден Почёта, объяснив это так: «Я просто не могу принципиально принять награды от власти, которая ввергла страну в нищету». Однако в сентябре 2000 года принял эту награду от Владимира Путина.
С 24 мая по 19 декабря 2003 года и с 25 мая по 29 ноября 2009 года — член президиума Государственного совета Российской Федерации.
В апреле 2005 года Путин продлил Тулееву срок полномочий до 2010 года. В этом же году Аман Тулеев вступил в партию «Единая Россия».
Учредитель регионального общественного благотворительного фонда «Помощь» и общественного благотворительного фонда «Семипалатинский след».
11 марта 2010 года Президент России Дмитрий Медведев внёс кандидатуру Тулеева, предложенную победившей на местных выборах партией «Единая Россия», в парламент Кемеровской области для утверждения его в должности губернатора. Через неделю областной Совет народных депутатов единогласно утвердил Тулеева в должности губернатора на четвёртый срок.
27 декабря 2011 года Совет народных депутатов Кемеровской области присвоил Тулееву почётное звание «Народный губернатор».
В 2013—2014 годах фигурировал в десятке самых эффективных губернаторов в Российской Федерации по версии «Фонда развития гражданского общества».
16 апреля 2015 года в связи с истечением срока полномочий В. Путин назначал Тулеева временно исполняющим обязанности губернатора Кемеровской области до вступления в должность лица, избранного губернатором области. 26 мая 2015 года на праймериз «Единой России» на пост кандидата в губернаторы Кемеровской области в Новокузнецком драматическом театре набрал большинство голосов. 13 сентября 2015 года вновь избран главой Кузбасса, набрав 96,69 %. 22 сентября 2015 года вступил в должность губернатора Кемеровской области.
На парламентских выборах осенью 2016 года возглавил партийный список «Единой России» по Республике Алтай, Алтайскому краю, Кемеровской и Томской областям.

### Борьба с терроризмом
Аман Тулеев неоднократно принимал участие в переговорах с террористами. В 1991 году, будучи народным депутатом РСФСР, Тулеев помог освободить из автобуса захваченную в заложницы вблизи Красной площади Машу Пономаренко, предложив себя в обмен на девочку.
В 1995 году он вёл переговоры с Евгением Жеренковым, захватившим людей на кемеровском автовокзале и угрожавшим взорвать самодельную бомбу.
В 2001 году Тулеев принял участие в обезвреживании Андрея Пангина, взявшего в заложники водителя такси в кемеровском аэропорту.
В 2007 году после телефонных переговоров Тулеева с прапорщиком милиции Шаталовым, угрожавшим взорвать жилой дом и забаррикадировавшимся у себя в квартире, новокузнецким силовикам удалось обезвредить террориста и взять его живым.
13 марта 2009 года Аман Тулеев вёл переговоры с грабителем, захватившим в заложники трёх женщин-кассиров и двух охранников в банке.

### Пожар в ТРЦ «Зимняя вишня» и отставка

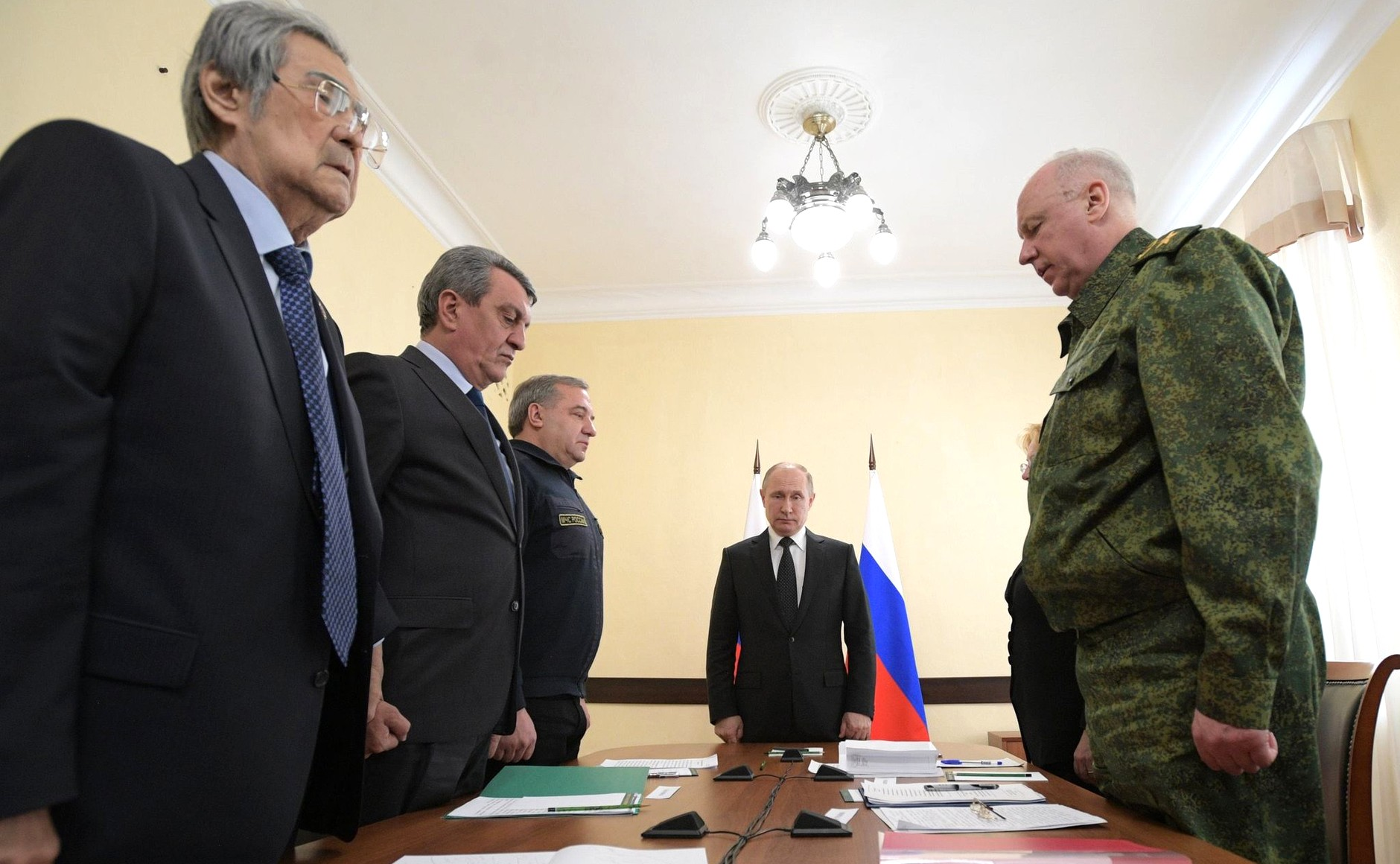
Аман Тулеев на совещании в связи с трагедией в Кемерово, 27 марта 2018 года

25 марта 2018 года в Кемерове произошёл пожар в торгово-развлекательном центре «Зимняя вишня», в результате которого погибли 60 человек, в том числе и малолетняя племянница Амана Тулеева. Сам Тулеев не приехал на место трагедии по просьбе главы МЧС России Владимира Пучкова, чтобы не затруднять проведение спасательной операции.
Губернатор заявил, что семьям погибших и пострадавших в результате пожара региональными властями будет оказана помощь, а лично он встретится с каждой семьёй.
1 апреля 2018 года Аман Тулеев выступил с открытым видеообращением к жителям Кемеровской области, а также обратился к президенту Российской Федерации с заявлением о досрочном прекращении полномочий по собственному желанию, которое было удовлетворено через несколько часов. В телефонном разговоре, состоявшемся в тот же день, Президент Владимир Путин поблагодарил Амана Тулеева за многолетнюю работу на посту руководителя региона.
По трагедии в «Зимней вишне» состоялось несколько заседаний суда. Все настоящие виновники трагедии определены и получили наказание.
3 апреля стал депутатом Кемеровского облсовета.
10 апреля на внеочередной сессии областного совета Кемеровской области был избран его спикером. Из 39 присутствовавших при голосовании депутатов совета области 38 проголосовали за избрание, 1 против. Занимал пост спикера до 14 сентября.
17 сентября 2018 года был назначен ректором Кузбасского регионального института развития профессионального образования.

### Болезнь и смерть
Ещё во время работы на железной дороге, Аман Тулеев получил тяжёлую травму: железнодорожника ударило сорвавшимся рельсом. Тулеев не стал обращаться за помощью к врачам и перенёс последствия травмы дома, позднее вернувшись к работе.
В 2011 году перенёс операцию на позвоночнике.
В октябре 2016 года было принято решение о необходимости плановой операции, которая была отложена до мая 2017 года. В мае-июне стали появляться слухи о его уходе с должности, порождённые долгим отсутствием политика на публике: 9 мая он не участвовал в мероприятиях празднования Дня Победы, 22 мая ушёл в отпуск, продлевавшийся несколько раз.
В мае 2017 года перенёс операцию на позвоночнике в клинике в Германии. В процессе лечения медики приняли решение об увеличении и расширении объёма операции, которая в итоге длилась более девяти часов, врачи использовали металлические конструкции. В послеоперационный период возникли осложнения (пневмония), которые удалось купировать. С 11 июня Тулеев находился в областной клинической больнице скорой медицинской помощи № 3 им. М. А. Подгорбунского в Кемерове.
1 июля 2017 года Тулеева на носилках привезли в аэропорт Кемерово и доставили в Москву на самолёте МЧС, оборудованном средствами для транспортировки пассажиров, находящихся в тяжёлом состоянии. В Москве сотрудники Всероссийского центра медицины катастроф «Защита» отвезли его в Центральную клиническую больницу Управления делами президента, где за его здоровьем был организован практически круглосуточный контроль и назначен ряд процедур, которые должны были помочь ему восстановиться после операции на позвоночнике.
Скончался после тяжёлой и продолжительной болезни утром 20 ноября 2023 года в больнице в Кемерове.
Прощание с политиком прошло в Музыкальном театре Кузбасса им. А. Боброва 22 ноября 2023 года. Отпевание в Знаменском кафедральном соборе города Кемерово совершил митрополит Кемеровский и Прокопьевский Аристарх. Похоронен в Кемерове на Центральном кладбище № 1 рядом с сыном Андреем.

## Семья
Супруга — Эльвира Фёдоровна Тулеева (урождённая Соловьёва; род. 1943). В браке родились двое сыновей.
Старший сын — Дмитрий Аманович Тулеев (род. 1968), российский государственный деятель и предприниматель, начальник ФКУ «Сибуправтодор». Награждён медалью ордена «За заслуги перед Отечеством» II степени.
Младший сын — Андрей Аманович Тулеев (1972—1998), погиб в автокатастрофе в Ташкенте.
У А. Г. Тулеева три внука, две внучки и один правнук.

## Труды и научная деятельность

### Научная деятельность
Доктор политических наук (тема диссертации «Политическое лидерство в регионах современной России», 2000).
С 2018 года Аман Тулеев являлся ректором Кузбасского регионального института развития профессионального образования (КРИРПО). В 2022 году вошёл в топ-25 ректоров российских вузов.
Почётный профессор Улан-Баторского университета Монгольской Академии наук. Действительный член Международной академии информатизации и Международной инженерной академии. Приглашенный профессор Томского государственного университета; иностранный член Академии педагогических наук Казахстана.

### Основные работы
- Долгое эхо путча. — М., 1992[80].
- Власть в руках человека и … человек в руках власти. — Новосибирск, 1993[81].
- На изломах жизни… (публичные лекции по социологии). — Новосибирск, 1993.
- Цена иллюзий. — Новокузнецк: 1995[82].
- Отечество — боль моя. — М., 1995[83].
- Судите сами. — Кемерово, 1996.
- Преодоление. — Кемерово, 2009.
- Всё у нас получится! (Из деловых записок губернатора Кемеровской области).— Кемерово, 2013.
- С моих слов записано верно/ Тулеев А. Г., Ванденко А. Е. — М.: Издательство АСТ, 2020. — 416 с.[84][85]
- Преодоление. Автобиографическая повесть/ Аман Тулеев.- М.: Издательство «Вече», 2021. — 544 с.[86]

## Награды
Государственные награды Российской Федерации
- Орден «За заслуги перед Отечеством» I степени (29 октября 2018) — за значительный вклад в реализацию государственной политики Российской Федерации и активную общественно-политическую деятельность[87]
- Орден «За заслуги перед Отечеством» II степени (16 апреля 2012) — за заслуги перед государством и большой личный вклад в социально-экономическое развитие региона[88][89][90]
- Орден «За заслуги перед Отечеством» III степени (17 января 2008) — за большой вклад в укрепление российской государственности и социально-экономическое развитие области[91]
- Орден «За заслуги перед Отечеством» IV степени (28 марта 2003) — за большой вклад в укрепление российской государственности и многолетний добросовестный труд[92][93]
- Орден Александра Невского (16 мая 2014) — за особые личные заслуги перед государством и многолетнюю добросовестную работу[94]
- Орден Почёта (5 июля 1999) — за большой личный вклад в социально-экономическое развитие области[95][96]
- Медаль Столыпина П. А. II степени (24 апреля 2014) — за заслуги в решении стратегических задач социально-экономического развития страны и многолетний добросовестный труд[97]

Поощрения президента и правительства Российской Федерации
- Благодарность президента Российской Федерации (12 мая 2004) — за большой вклад в социально-экономическое развитие области и многолетний добросовестный труд[98]
- Почётная грамота Правительства Российской Федерации (12 мая 2004) — за большой личный вклад в социально-экономическое развитие Кемеровской области и многолетний плодотворный труд[99]
- Почётная грамота Правительства Российской Федерации (25 апреля 2005) — за большой личный вклад в социально-экономическое развитие Кемеровской области и многолетний плодотворный труд[100]
- Благодарность президента Российской Федерации (25 августа 2005) — за активное участие в работе Государственного совета Российской Федерации[101]
- Почётная грамота президента Российской Федерации (12 декабря 2008) — за активное участие в подготовке проекта Конституции Российской Федерации и большой вклад в развитие демократических основ Российской Федерации[102]

Иностранные награды
- Орден князя Ярослава Мудрого V степени (Украина, 11 мая 2004) — за весомый личный вклад в развитие украинско-российских экономических взаимоотношений и по случаю 60-летия со дня рождения[103][104]
- Орден Дружбы народов (Беларусь, 5 июля 2002) — за большой личный вклад в развитие и укрепление дружбы и сотрудничества между народами Беларуси и России[105][106]
- Орден Почёта (Беларусь, 4 сентября 2014) — за значительный личный вклад в развитие экономических, научно-технических и культурных связей между Республикой Беларусь и Кемеровской областью Российской Федерации[107]
- Орден «Достык» II степени (Казахстан, 2004)[108]
- Медаль «Астана» (Казахстан, 11 декабря 1998) — за большой вклад в укрепление дружбы и сотрудничества между народами[109]
- Орден «Дружба» (Азербайджан, 12 мая 2014) — за особые заслуги в развитии дружественных связей и сотрудничества между Азербайджанской Республикой и Российской Федерацией[110]
- Орден Трудового Красного Знамени (Монголия, 2014)[111]
- Орден Полярной звезды (Монголия, 2000)[11][112]
- Орден Почёта (Южная Осетия, 2014)[113]
- Орден Республики (Приднестровье, 2014)

Конфессиональные награды
- Орден Славы и чести II степени (РПЦ, 2013)[114]
- Орден Славы и чести III степени (РПЦ, 2019)[115]
- Орден Преподобного Сергия Радонежского II степени (РПЦ)
- Орден Святого благоверного князя Даниила Московского I степени (РПЦ)
- Орден Святого благоверного князя Даниила Московского II степени (РПЦ)[116]
- Орден святителя Иннокентия, митрополита Московского и Коломенского I степени (РПЦ, 2008)[11][15][117]

Иные награды
- Звание «Герой Кузбасса» (2014)[118]
- Почётный гражданин Кемеровской области[15]
- Орден «Доблесть Кузбасса» (2001)[119]
- Медаль «За особый вклад в развитие Кузбасса» II степени (8 августа 2001) — за многолетнюю плодотворную работу, высокий профессионализм, значительный вклад в социально-экономическое развитие области[120]
- Медаль Алексея Леонова (2015)[121]
- Знак отличия «За заслуги перед Томской областью» (11 мая 2004) — за многолетние добрососедские отношения, большой вклад в социально-экономическое развитие Томской области и в связи с 60-летием со дня рождения[122]
- Медаль «За значительный вклад в развитие города Севастополя» (2014)[123]
- Знак «Шахтёрская слава» I, II, III степеней[11].
- Медаль «15 лет Кемеровской и Новокузнецкой епархии» (Кемеровская область) (2008)[124]
- Почётный гражданин Новокузнецка[125]
- Почётный гражданин Междуреченска[126]
- Почётный гражданин Таштагола[127]
- Почётный гражданин Кемерово[128]
- Почётное звание «Народный губернатор». Закон Кемеровской области от 27 декабря 2011 года[129]
- За большой личный вклад в развитие и укрепление военного сотрудничества государств-участников СНГ и за проявленные личное мужество и решительность при освобождении заложников в 1997 году, при предотвращении двух террористических актов в 1999 году, при проведении антитеррористической операции в 2003 году А. Г. Тулееву вручено наградное оружие: три именных боевых пистолета Министерства обороны РФ, Правительства РФ, МВД России[15].
- Награждён наградным холодным оружием — кортиком (14.03.2008 МВД РФ),[источник не указан 621 день] кортиком «Президентский полк» (06.05.2009 ФСО РФ).[источник не указан 621 день]